# عضلة مقربة كبيرة

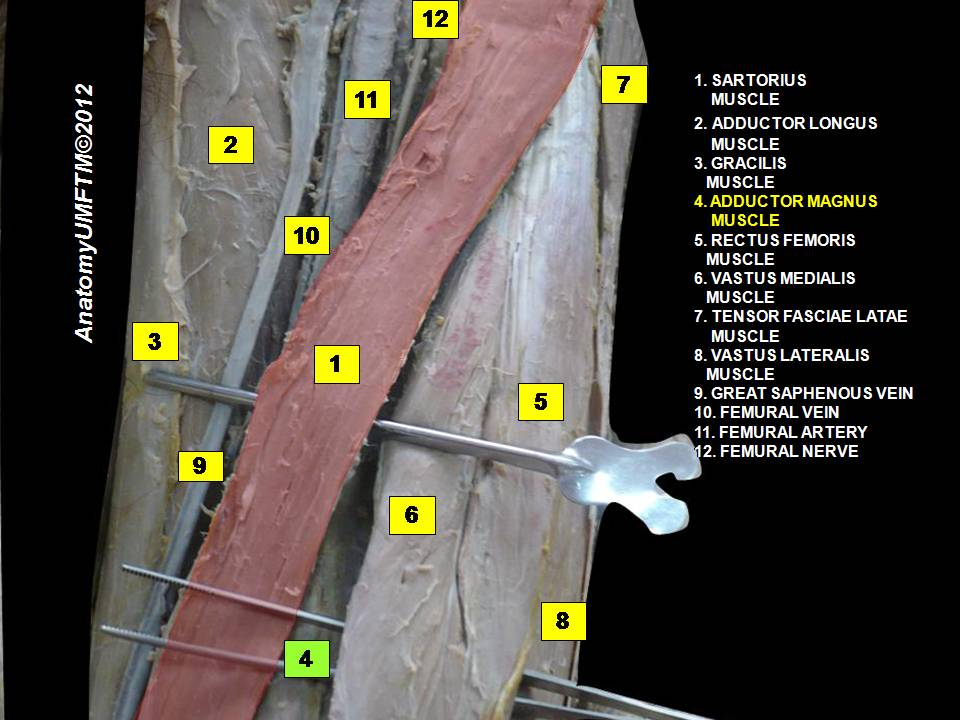
العَضلة المُقربة الكَبيرة رَقم 4

العَضَلَة المُقرِبة الكَبيرة  (بالإنجليزية: Adductor Magnus Muscle)، هي عضلة من عَضلات الطَرف السُفلي لِجسم الإنسان، وتكون على شَكل مُثلث كَبير.

## المَنشأ
للعَضلة المُقربة الكَبيرة مَنشَآن، وَهُما:
1. الجُزء المُقرب (Adductor portion): حَيث يَكون من السَطح الخارِجي للتَقوس العاني.[5]
2. الجُزء الرُكبي أو الأَسكي (Ischial/Hamstring portion): حَيث يَكون من الجُزء الجانبي للمنطقة السُفلى الحَدَبة الإِسكِية.[6]

## المَغرس
1. الجُزء المُقرب: يَنغرس في الخَط الفَخذي الخَشن وفي الحَرفُ الإِنسي فَوق اللُّقمَةِ العَضُدِيَّة.[7]
2. الجُزء الرُكبي أو الأسكي: يَنغرس في الحُدَيبَة المُقَربَة الفَخذية.[8]

## العَصب
1. الجُزء المُقرب: يَتصل بِها العَصب السدادي.[9]
2. الجُزء الرُكبي أو الأسكي: يَتصل بِها العَصب الوركي.[10]

## الحَركة
1. الجُزء المُقرب: يَعمل بِشكل أَساسي على الدوران الجانِبي وَتقريب الفَخذ.
2. الجُزء الرُكبي أو الأسكي: يَعمل بِشكل أَساسي على بَسط الفَخذ.

## المَراجع
1. Lower Limb Anatomy Part IIB, Alexandria University Faculty of Medicine,1st year, page.51